# Понте (район)
Понте (італ. Ponte — міст) — V район (Rione) Рима. Район охоплює лівий берег Тибру напроти Замку Святого Ангела.

## Історія
Назва пов'язана із мостом ангелів, важливим зв'язковим елементом для паломників до Собору Святого Петра. Раніше був цей район складовою частиною Борґо.

## Герб
На гербі зображений міст.